# Passe-tout-Outre
Passe-tout-Outre est un lieu-dit du village belge d’Autreppe (commune de Honnelles) situé en Région wallonne dans la province de Hainaut.
Étant au carrefour de l’ancienne chaussée Brunehaut reliant Bavay (en France) à Tournai (en Belgique) et la route frontalière de Fayt-le-Franc à Roisin, et situé exactement à la frontière française, le lieu-dit doit son nom et sa réputation au fait que son café était la halte habituelle de contrebandiers en tout genre, attendant la nuit pour passer leur marchandise en France.
Seuls un ancien et modeste poste de douane et l’Auberge du Passe-Tout-Outre (ancienne ferme du XVIIIe siècle) gardent le souvenir de ces temps révolus.